# Rodolfo Agrícola
Rodolfo Agrícola, gravura por Johann Jacob Haid
Rodolfo Agrícola também Rudolph(us) Agricola, na verdade: Roelof Huesman, (Baflo, 28 de agosto de 1443 – Heidelberg, 27 de outubro de 1485) foi um humanista pré-Erasmo do norte dos Países Baixos, famoso por seu domínio do latim e um dos primeiros ao norte dos Alpes a saber bem o grego. Até o fim de sua vida, Agrícola foi: erudito em hebraico, educador, músico e construtor de um órgão de igreja, poeta, com trabalhos em latim, bem como na sua língua vernacular, diplomata e praticante de uma modalidade esportiva que se assemelhava ao boxe. Atualmente, é mais conhecido como o autor da De inventione dialectica, como o pai do Humanismo no norte da Europa e como um zeloso anti-escolástico do final do século XV.

## Biografia
Nascido em Baflo, próximo a Groningen, Agrícola originalmente chamava-se Roelof Huesman. Educado inicialmente pela célebre escola de São Martinho, em Groningen, matriculou-se nas universidades de Erfurt (em 1458) e Louvain (em 1465), onde ganhou notoriedade pela pureza do seu latim e sua habilidade nos debates acadêmicos (disputationes). Concentrou seus estudos em Cícero e Quintiliano, e durante seus anos de universidade adicionou o francês e o grego na sua crescente lista de idiomas. No final de sua vida, aprendeu hebraico, a fim de ser capaz de ler o Antigo Testamento, e especialmente o Livro de Salmos não adulterados pela tradução.
Na década de 1460, Agrícola viajou para a Itália, onde se associou aos mestres humanistas e estadistas. De 1468 (?) até 1475, estudou Direito civil na Universidade de Pavia, e depois foi para Ferrara (1475-1479), onde tornou-se o protegido do Príncipe d'Este de Ferrara. Foi aluno de Teodoro Gaza e frequentou as aulas do famoso Giovanni Battista Guarini. Dedicou-se inteiramente ao estudo dos textos clássicos. Ganhou notoriedade pela elegância de seu estilo de latim e seu conhecimento de filosofia. Além disso, enquanto esteve em Ferrara, foi formalmente empregado como organista da capela ducal, que era um dos estabelecimentos musicalmente mais opulentos da Europa. Manteve este posto até 1479, quando retornou ao Norte para assumir a secretaria da cidade de Groningen. Ali na abadia cisterciense de São Bernardo, em Aduard, próximo a Groningen, e em 's-Heerenberg, perto de Emmerich am Rhein, no sudeste, Agrícola estava no centro de um grupo de acadêmicos e humanistas, com quem manteve uma correspondência animada. Entre seus correspondentes estão os músicos e maestro de Antuérpia, Jacobus Barbirianus (Barbireau), Alexander Hegius von Heek, reitor da escola de latim em Deventer, e o estudioso humanista e mais tarde, famoso estudante de hebraico, Johannes Reuchlin.
Em 1470, Agrícola ensinou a uma criança surda como se comunicar oralmente e por escrito. De inventione dialectica documenta este esforço pioneiro de ensino.
Novamente na Alemanha, Agrícola passou algum tempo em Dillingen, onde continuou a se corresponder com amigos humanistas e colegas de toda a Europa, promovendo o interesse no seu projeto para promover o estudo da cultura clássica e os studia humanitatis. Permaneceu sendo um acadêmico independente, sem vínculos com nenhuma instituição universitária ou religiosa. Essa independência tornou-se uma marca registrada dos humanistas. Foi em Dillingen, em 1479, que Agrícola completou seu De inventione dialectica (Sobre a Dialética da Invenção), que defendeu a aplicação precisa dos loci na argumentação científica.
Em 1481, Agrícola passou seis meses em Bruxelas, na corte do arquiduque Maximiliano (mais tarde, Maximiliano I, o Sacro Imperador Romano). Os amigos tentaram dissuadi-lo de aceitar o patrocínio do arquiduque; eles temiam que a influência do arquiduque prejudicasse seus ideais filosóficos. Ele também recusou a oferta para tornar-se chefe de uma escola de latim na Antuérpia.
Em 1484, mudou-se para Heidelberg a convite de Johann von Dalberg, bispo de Worms. Os dois haviam se conhecido em Pavia, e se tornaram grandes amigos em Heidelberg. O bispo era um generoso benfeitor do ensino. Nessa época Agrícola começou a estudar hebraico, e disse ter publicado uma tradução original do Livro dos Salmos. Em 1485, Dalberg foi enviado para Roma como embaixador do Papa Inocêncio VIII. Agrícola acompanhou-o e ficou gravemente enfermo durante a viagem.
Morreu pouco depois de seu retorno a Heidelberg. Ermolao Barbaro escreveu um epitáfio para ele.

## Influência
De inventione dialectica foi muito influente na criação de um local adequado para a lógica nos estudos retóricos, e foi de grande importância na educação dos primeiros humanistas. É um tratamento altamente original, crítico e sistemático de todas as ideias e conceitos relacionados com a dialética. A significância da De inventione dialectica para a história da argumentação, é que ela assimilou a arte da dialética para aquela da retórica. A argumentação focada não apenas na verdade, mas no que pode ser dito com razão. Por conseguinte, Agrícola focou-se nos Tópicos, ao invés dos Analíticos de Aristóteles e em Cícero, mas também nos escritos de historiadores, poetas e oradores. Assim, para Agrícola, a dialética era um campo aberto; a arte de encontrar 'o que se pode dizer com algum grau de probabilidade sobre qualquer assunto.' (Hamilton, David. From Dialectic to Didactic.) O De formando studio de Agrícola, sua longa carta sobre um programa de ensino privado, foi impressa no formato de um pequeno livro e, influenciou as ideias pedagógicas do início do século XVI.
Erasmo admirava grandemente Agrícola, elogiando-o em "Adagia" e chamando-o de "o primeiro a trazer uma lufada da melhor literatura da Itália". Erasmo postulava-o como a figura de um pai/professor e pode realmente tê-lo conhecido por intermédio de seu próprio mestre Alexander Hegius (mais provavelmente um dos alunos de Agrícola) na escola de Hegius, em Deventer. Esta é uma demonstração do verdadeiro legado de Agrícola: sua importância não deve ser medida tanto pelo que ele escreveu, mas sim pela sua influência pessoal sobre os outros, e seu poder de estímulo. Foi verdadeiramente um grande mestre e modelo humanista. Além de Hegius, foi aluno de Agrícola, Conrad Celtis (em Heidelberg). Contudo, Erasmo fez de sua missão pessoal, garantir que várias das principais obras de Agrícola fossem impressas postumamente.
De inventione dialectica de Agrícola, tem um enorme impacto sobre a comunidade de surdos. Ele sentiu que uma pessoa que nasce surda pode expressar-se, colocando os seus pensamentos por escrito. O livro só foi publicado cem anos mais tarde. Sua afirmação de que aos surdos pode ser ensinada uma língua é uma das primeiras declarações positivas registradas sobre a surdez (Gannon, 1981).

## Obras
- De inventione dialectica (filosofia): Este é o trabalho no qual Agrícola é particularmente conhecido. Existe uma edição moderna (e tradução em alemão) por Lothar Mundt, Rudolf Agricola. De inventione dialectica libri tres (Tübingen: Niemeyer, 1992).
- Cartas: As cartas de Agrícola, das quais cinquenta e uma sobrevivem, elas oferecem uma visão interessante do círculo humanista à qual ele pertenceu. Elas têm sido publicadas e traduzidas com extensas notas em: Agricola, Letters; editado por Adrie van der Laan e Fokke Akkerman (2002).
- Uma Vida de Petrarca
- De nativitate Christi
- De formando studio (= carta 38 [para Jacobus Barbireau de Antuérpia de 7 de junho de 1484, quando Agrícola estava em Heidelberg]: veja a edição das cartas por Van der Laan / Akkerman, pp. 200–219)
- Suas obras menores incluem alguns discursos, poemas, traduções de diálogos gregos e comentários sobre trabalhos de Sêneca, Boécio e Cícero
- Para uma seleção de suas obras com frente para a tradução francesa: Rodolphe Agricola, Écrits sur la dialecticque et l'humanisme, ed. Marc van der Poel (Paris: Honoré Champion, 1997)
- Para uma bibliografia de obras de Agrícola: Gerda C. Huisman, Rudolph Agricola. A Bibliography of Printed Works and Translations (Nieuwkoop: B. de Graaf, 1985)